# Ingmar Nordströms
Ingmar Nordströms var ett dansband från Växjö i Sverige som bildades 1955 av orkesterledaren och saxofonisten Ingmar Nordström. Första uppträdandet ägde rum i Folkets park i Eringsboda i Blekinge. Den sista spelningen genomfördes i Växjö den 19 december 1991, då Ingmar Nordström bestämt sig för att avsluta sin dansbandskarriär. Under 1970- och 1980-talet hade bandet sin storhetstid, och spelade då på de flesta av Sveriges dansbanor och folkparker. 1987 tilldelades Ingmar Nordströms en Grammis för "årets dansband".

## Historik
Ingmar Nordströms var på sin tid ett av Sveriges mest framgångsrika dansband med såväl egna låtar som covers på välkända hitlåtar och evergreens, ursprungligen framförda av olika kända artister och grupper. Som de flesta dansband under denna tid sjöng man på svenska. Bland annat fick man en hit 1985 med "Gösta Gigolo" efter originalet "Just a Gigolo".
Fram till 1971 utgav orkestern skivor på skivbolaget Anette Records men bytte till Frituna 1972. Inledningsvis utgav man albumen Ingmar Nordströms På Oléo och Vi vill sjunga, vi vill spela för att 1974 inleda den framgångsrika albumserien Saxparty och gav fram till att bandet upphörde 1991 ut ett album om året på skivbolaget.
1998 gavs två samlingsalbum ut, Saxparty Guld och På begäran. 
Flera av Ingmar Nordströms låtar har ett kraftigt saxofonarrangemang med tre saxofoner, något som var Ingmar Nordströms kännetecken. För arrangemangen stod oftast saxofonisten Bo Jansson.
Ingmar Nordströms blev av Z-Radio P4 i Lund utnämnd till att ha överträffat originalet med sin cover på Bobby McFerrins "Don't Worry, Be Happy" som återfinns på Saxparty 16 från 1989.
Bandet hade förutom Ingmar Nordström flera andra profiler. Trummisen Sven Schill var inte bara känd för att vara duktig på sitt instrument utan spexade allt som oftast bakom sina slagverk under bandets spelningar. Ett exempel på detta är videon till "Dansa dansa" från 1987, där Sven Schill och övriga bandmedlemmar showar friskt.
Sångaren Sten-Åke Lindberg gav 1985 ut ett soloalbum,  Up My Street, inspelad i London med bland andra London Symphony Orchestra och Royal Philharmonic Orchestra, men förblev Ingmar Nordströms trogen ända till bandet upphörde 1991. Han avled 2003
Efter Ingmar Nordströms sista spelning 1991 gav resterande medlemmar ut ytterligare ett album, Här och nu, under orkesternamnet "Nordströms", med vokalisten Iréne Widlund som dessutom var basist. Bandet lades ner efter ett par år, även om korta återföreningar ibland förekommit. Flera av medlemmarna gick därefter vidare till andra dansband.
1997–1998 gjorde bandet en kortare återförening. Även 2005 återförenades Ingmar Nordströms, då för att fira 50-årsminnet av bandets grundande, vilket bland annat firades med spelningar på Borgholms slott. I samband med detta gavs även albumet Saxpartyfavoriter ut.
Bandet spelade under årens lopp även med många svenska stjärnor, bland annat Zarah Leander, Östen Warnerbring med flera. Tillsammans med Östen Warnerbring, Cornelis Vreeswijk och Ernst-Hugo Järegård hade man i början av 1970-talet en krogshow på Hamburger Börs i Stockholm med namnet Lyckohjulet eller var ska jag hänga min hatt i natt. Showen spelades in av TV och resulterade i LP-skivan Östen, Ernst-Hugo & Cornelis på börsen.
1973 deltog man i Hasse & Tages revy Glaset i örat på Berns salonger i Stockholm tillsammans med bland andra Lena Nyman, Monica Zetterlund och Gösta Ekman. Bland örhängena kan särskilt nämnas: "Oh vad en liten gumma kan gno" Monica Z och "Vad har du i fickan Jan". I denna spelade Ingmar Nordström fiol. "Glaset i örat" finns förevigat på både LP och TV-inspelning. I den sistnämnda finns dock inte bandet med, något Nordström själv djupt beklagat.
Det kan också nämnas att bandet "riktiga" genomslag kom 1976 genom programmet Nygammalt i Sveriges Television. Man framförde då låtarna "The Elephant Song" och "In the Mood". Dessförinnan hade man legat och "guppat" främst vad gällde skivförsäljningen, men genom Nygammalt slog man igenom på bred front och "Saxparty 3" lär[källa behövs] ha sålts i över 300 000 exemplar, vilket var väldigt mycket på den tiden. Man ska också betänka att gränsen för en guldskiva, dåförtiden gick vid 100 000 sålda skivor. I dag ligger den betydligt lägre. Det stora flertalet av Saxpartyskivorna härefter nådde även de guldskivegräns.
Som annan kuriosa kan också nämnas att man i slutet 1970-talet och början på 1980-talet gjorde försök att slå sig in på den danska skivmarknaden. Två skivor lanserades där: Ingmar Nordström: På vej til Danmark och Ingmar Nordström: 2 eren. På dessa skivor finns några intressanta inspelningar, bland annat "In the Mood" med mellanstick av oljefat. Där finns även inspelningar av Seeman, Sun of Jamaica och en helt instrumental version av Xanadu.

## Medlemmar genom åren
- Ingmar Nordström, altsaxofon, sopransaxofon, klarinett synt (1955–1991)
- Sten-Åke Lindberg, sång, tenorsaxofon, altsaxofon, klarinett, gitarr (1959–1991)
- Sven Schill, trummor (1962–1991)
- Hasse Lundström, synt och orgel (1988–1991)
- Janne Landegren, sång, bas, gitarr (1979–1991)
- Bo Jansson, tenorsaxofon, barytonsaxofon, klarinett, bas, (1966–1991)
- Gunnar Sandevärn - orgel, synt (1970–1979)
- Bert Månson - bas, gitarr, synt (1967–1987)
- Lars Olof Johansson - synt
- Sven Carlsson
- Lars von Vultée
- Jan Sundqvist
- Lars Söderström
- Kent-Ivar Christoffersson

## Diskografi

### Album
| Titel                          | Utgivningsår |
| ------------------------------ | ------------ |
| I parken med Ingmar Nordströms | 1970         |
| På party med Ingmar Nordströms | 1971         |
| På Oléo                        | 1972         |
| Vi vill sjunga, vi vill spela  | 1973         |
| Saxparty 1                     | 1974         |
| Saxparty 2                     | 1975         |
| Saxparty 3                     | 1976         |
| Saxparty 4                     | 1977         |
| Saxparty 5                     | 1978         |
| Saxparty 6                     | 1979         |
| Saxparty 7                     | 1980         |
| Saxparty 8                     | 1981         |
| Saxparty 9                     | 1982         |
| Saxparty 10                    | 1983         |
| Saxparty 11                    | 1984         |
| Saxparty 12                    | 1985         |
| Saxparty 13                    | 1986         |
| Saxparty 14                    | 1987         |
| Saxparty 15                    | 1988         |
| Saxparty 16                    | 1989         |
| Saxparty 17                    | 1990         |
| Saxparty 18                    | 1991         |
| Saxparty guld                  | 1998         |
| På begäran                     | 1998         |
| Saxpartyfavoriter              | 2007         |
| Fler saxpartyfavoriter         | 2008         |

### Melodier på Svensktoppen
| Titel                           | År        | Antal veckor | Högsta placering | Ref         |
| ------------------------------- | --------- | ------------ | ---------------- | ----------- |
| Rara underbara Katarina         | 1977      | 11           | 1                | [ 2 ]       |
| Farväl San Diego                | 1978-1979 | 10           | 4                | [ 3 ] [ 4 ] |
| Tack ska du ha                  | 1978-1979 | 4            | 8                | [ 3 ] [ 4 ] |
| Darlin'                         | 1979-1980 | 9            | 2                | [ 4 ] [ 5 ] |
| Om du stannar kvar              | 1980      | 1            | 8                | [ 5 ]       |
| Fånga en vind                   | 1980      | 10           | 1                | [ 5 ]       |
| Ta din reggae en gång till      | 1980-1981 | 5            | 4                | [ 5 ] [ 6 ] |
| Oj vilken morgon                | 1981-1982 | 6            | 5                | [ 6 ] [ 7 ] |
| Shirley                         | 1982      | 2            | 6                | [ 7 ]       |
| Jag skall aldrig nå'nsin glömma | 1985      | 4            | 6                | [ 8 ]       |
| Birdie nam-nam                  | 1986      | 5            | 7                | [ 9 ]       |
| Dansa dansa                     | 1987      | 3            | 7                | [ 10 ]      |
| Gråa tinningars charm           | 1988      | 3            | 9                | [ 11 ]      |
| En gång                         | 1998      | 6            | 5                | [ 12 ]      |

### Kända inspelningar
- The Elephant Song
- Gösta Gigolo (Schöner Gigolo, armer Gigolo)
- One More Reggae for the Road
- Tomelilla 6-5000
- Birdie Nam-Nam
- Gråa tinningars charm
- Tweedle-Dee Tweedle-Dum
- Dansa dansa
- Don't Worry, Be Happy
- Kom till mig i sorg och glädje
- En enda natt med dej
- Rara underbara Katarina
- Tre små ljus
- En gång
- Tack ska du ha